# Pinkin de Corozal 2021
Questa voce raccoglie le informazioni riguardanti le Pinkin de Corozal nella stagione 2021.

## Stagione
Le Pinkin de Corozal disputano la loro quarantasettesima edizione della Liga de Voleibol Superior Femenino.
Concludono la stagione regolare al quarto posto, accedendo quindi ai play-off scudetto: prendono parte al Girone B dei quarti di finale, sfidando le Changas de Naranjito e le Valencianas de Juncos, da cui rimediano quattro sconfitte in altrettante gare, venendo eliminate.

## Organigramma societario
Area direttiva
- Presidente: Lilibeth Rojas

Area tecnica
- Allenatore: Ángel Pérez
- Assistente allenatore: Dennis Del Valle, Juan Avilés, Freddy Vázquez

## Rosa
| N° | Nome                  | Ruolo | Data di nascita   | Nazionalità sportiva |
| -- | --------------------- | ----- | ----------------- | -------------------- |
| 1  | Daly Santana          | S     | 19 febbraio 1995  | Porto Rico           |
| 2  | Valerie Nichol        | P     | 29 aprile 1993    | Stati Uniti          |
| 3  | Alexandra Rivera      | L     | 18 febbraio 1993  | Porto Rico           |
| 4  | Joselyn Coronel       | C     | 2 gennaio 1998    | Porto Rico           |
| 5  | Génesis Arroyo        | P     | -                 | Porto Rico           |
| 6  | Ivania Ortiz          | S     | 15 luglio 1999    | Porto Rico           |
| 9  | Jessica Candelario    | C     | 2 novembre 1987   | Porto Rico           |
| 10 | Paola Michelle Rivera | P     | -                 | Porto Rico           |
| 11 | Brittany Abercrombie  | O     | 28 dicembre 1995  | Porto Rico           |
| 15 | Karelys Otero         | L     | 17 settembre 1999 | Porto Rico           |
| 16 | Khalia Lanier         | S     | 19 settembre 1998 | Stati Uniti          |
| 17 | Génesis Castillo      | C     | 7 marzo 1994      | Porto Rico           |
| 18 | Gelymar Rodríguez     | S     | 26 giugno 1992    | Porto Rico           |

## Mercato
| Acquisti | Acquisti             | Acquisti              | Acquisti   |
| R.       | Nome                 | da                    | Modalità   |
| -------- | -------------------- | --------------------- | ---------- |
| S        | Daly Santana         | Türk Hava Yolları     | definitivo |
| P        | Valerie Nichol       | Athletes Unlimited    | definitivo |
| P        | Génesis Arroyo       | Indias de Mayagüez    | definitivo |
| S        | Ivania Ortiz         | Criollas de Caguas    | definitivo |
| C        | Jessica Candelario   | Llaneras de Toa Baja  | definitivo |
| O        | Brittany Abercrombie | Potsdam               | definitivo |
| L        | Karelys Otero        | Valencianas de Juncos | definitivo |
| S        | Khalia Lanier        | Bergamo               | definitivo |

| Cessioni | Cessioni           | Cessioni          | Cessioni   |
| R.       | Nome               | a                 | Modalità   |
| -------- | ------------------ | ----------------- | ---------- |
| P        | Yamari Padilla     | -                 | ritirata   |
| S        | Guadalupe Bou      | -                 | ritirata   |
| C        | Yimarilis Calderón | Leonas de Ponce   | definitivo |
| C        | Zoé Sostre         | Grises de Humacao | definitivo |
| S        | Rebecca Perry      | -                 | ritirata   |
| S        | Lindsey Ruddins    | Potsdam           | definitivo |
| O        | Yozually Ortíz     | -                 | ritirata   |
| L        | Yavianliz Rosado   | Leonas de Ponce   | definitivo |
| S        | Ninoshka Vázquez   | Grises de Humacao | definitivo |

## Risultati

### LVSF

#### Regular season
| 17 giugno 2021 Coliseo Carmen Zoraida Figueroa, Corozal | Pinkin de Corozal         | 3 - 2 | Sanjuaneras de la Capital | 25-23, 25-18, 23-25, 15-25, 16-14 |
| 19 giugno 2021 Coliseo Roger L. Mendoza, Caguas         | Criollas de Caguas        | 3 - 1 | Pinkin de Corozal         | 25-19, 19-25, 25-12, 25-8         |
| 23 giugno 2021 Coliseo Salvador Dijols, Ponce           | Leonas de Ponce           | 3 - 0 | Pinkin de Corozal         | 25-23, 25-20, 31-29               |
| 25 giugno 2021 Coliseo Gelito Ortega, Naranjito         | Changas de Naranjito      | 3 - 0 | Pinkin de Corozal         | 25-19, 25-22, 25-20               |
| 27 giugno 2021 Coliseo Carmen Zoraida Figueroa, Corozal | Pinkin de Corozal         | 3 - 1 | Grises de Humacao         | 28-26, 25-20, 23-25, 25-19        |
| 2 luglio 2021 Coliseo Carmen Zoraida Figueroa, Corozal  | Pinkin de Corozal         | 3 - 2 | Valencianas de Juncos     | 25-15, 22-25, 19-25, 25-10, 15-12 |
| 7 luglio 2021 Coliseo Roberto Clemente, San Juan        | Sanjuaneras de la Capital | 3 - 0 | Pinkin de Corozal         | 25-19, 25-23, 25-14               |
| 10 luglio 2021 Coliseo Carmen Zoraida Figueroa, Corozal | Pinkin de Corozal         | 1 - 3 | Criollas de Caguas        | 26-24, 25-27, 22-25, 21-25        |
| 14 luglio 2021 Coliseo Carmen Zoraida Figueroa, Corozal | Pinkin de Corozal         | 3 - 0 | Leonas de Ponce           | 25-22, 25-23, 25-23               |
| 16 luglio 2021 Coliseo Emilio E. Huyke, Humacao         | Grises de Humacao         | 1 - 3 | Pinkin de Corozal         | 21-25, 18-25, 25-17, 23-25        |
| 17 luglio 2021 Coliseo Carmen Zoraida Figueroa, Corozal | Pinkin de Corozal         | 2 - 3 | Changas de Naranjito      | 25-16, 25-21, 22-25, 19-25, 12-15 |
| 24 luglio 2021 Coliseo Rafael Amalbert, Juncos          | Valencianas de Juncos     | 3 - 2 | Pinkin de Corozal         | 25-23, 14-25, 21-25, 25-17, 15-11 |

#### Play-off
| Quarti di finale (gara 1) - 28 luglio 2021 Coliseo Carmen Zoraida Figueroa, Corozal | Pinkin de Corozal     | 2 - 3 | Valencianas de Juncos | 25-16, 19-25, 18-25. 25-12, 11-15 |
| Quarti di finale (gara 2) - 29 luglio 2021 Coliseo Gelito Ortega, Naranjito         | Changas de Naranjito  | 3 - 1 | Pinkin de Corozal     | 21-25, 25-14, 25-19, 25-22        |
| Quarti di finale (gara 4) - 31 luglio 2021 Coliseo Rafael Amalbert, Juncos          | Valencianas de Juncos | 3 - 1 | Pinkin de Corozal     | 25-23, 24-26, 25-21, 25-19        |
| Quarti di finale (gara 5) - 1º agosto 2021 Coliseo Carmen Zoraida Figueroa, Corozal | Pinkin de Corozal     | 0 - 3 | Changas de Naranjito  | 23-25, 23-25, 20-25               |

## Statistiche

### Statistiche di squadra
| Competizione | Punti | In casa | In casa | In casa | In trasferta | In trasferta | In trasferta | Totale | Totale | Totale |
| Competizione | Punti | G       | V       | P       | G            | V            | P            | G      | V      | P      |
| ------------ | ----- | ------- | ------- | ------- | ------------ | ------------ | ------------ | ------ | ------ | ------ |
| LVSF         | 15    | 8       | 4       | 4       | 8            | 1            | 7            | 16     | 5      | 11     |
| Totale       | -     | 8       | 4       | 4       | 8            | 1            | 7            | 16     | 5      | 11     |

G = partite giocate; V = partite vinte; P = partite perse